# Сан-Лоренцо-ин-Дамазо
Базилика Сан-Лоренцо-ин-Дамазо (итал. La basilica di San Lorenzo in Damaso, Basilica Minore di San Lorenzo in Damaso) — римско-католическая приходская церковь в центре Рима, в рионе (районе) Парионе, посвящённая Святому Лаврентию, архидиакону и мученику римской церкви. Находится внутри здания Палаццо делла Канчеллерия, которое пользуется экстерриториальностью Святого Престола. Церковь имеет статус малой базилики и является титулярной. Главный вход церкви находится в правой части восточного фасада Палаццо.

## История
Согласно традиции церковь была создана епископом Эваристом около 112 года и подтверждена епископом Римским Дамасием I (Сан-Дамазо) в 366 году, который разместил её в собственном доме около 380 года. Дамасию приписывают двустишие, посвящённое строительству церкви:
HAEC DAMASVS TIBI CHRISTE DEVS NOVA TECTA DICAVI
LAVRENTII SAEPTVS MARTYRIS AVXILIO.
Эта церковь — одна из многих в Риме, посвященных Святому Лаврентию, включая более древнюю, расположенную за городскими стенами, базилику Сан-Лоренцо-Фуори-ле-Мура, которая была перестроена тем же папой Дамасием. Есть сведения, что церковь Сан-Лоренцо епископа Дамасия, как и Базилика Святого Климента, располагается на месте древнего митреума. Раскопки под двором Палаццо делла Канчеллерия, проведённые в 1988—1991 годах, выявили фундаменты раннехристианской церкви IV и V веков. Кроме того, были обнаружены остатки кладбища, которое использовалось с VIII века. Особенностью раннехристианской церкви был поперечный неф, расположенный за апсидой, так что базилика казалась окружённой портиками.
После возведения огромного Палаццо Канчеллерия в 1483—1513 годах церковь оказалась встроенной в новое здание (с отдельным входом с восточной стороны). Вначале её предполагалось перенести в другое место, но в конце концов её приспособил к новому зданию архитектор Донато Браманте, предполагаемый автор проекта палаццо.
Церковь многократно перестраивали и в последующие века, однако она сохранила уникальные произведения искусства. После первой французской оккупации 1798 года и после второй, войсками Наполеона Бонапарта в 1809—1814 годах, интерьер храма сильно пострадал. В 1820 году по рекомендации папы Пия VII он был восстановлен Джузеппе Валадье, получив нынешний вид. Дальнейшие реставрации потребовались после пожаров в 1939 и в 1944 году.

## Архитектура и произведения искусства
Базилика не имеет фасада; помимо главного портала, выходящего на площадь Канчеллерия, есть второй вход по правой стороне с улицы Витторио Эмануэле II. Внутри здание имеет три нефа, разделенных арочными проёмами с четырёхугольными пилонами. В первом вестибюле находится гробница Алессандро Вольтрини, кубикуларио папы Урбана VIII с надгробием работы Дж. Л. Бернини, а во втором вестибюле находится статуя Карло Борромео работы Стефано Мадерно. В вестибюле справа находится капелла, спроектированная Николой Сальви, создателем фонтана Треви, по заказу кардинала Томмазо Руффо. Фрески выполнены Коррадо Джаквинто. Картина главного алтаря — работа Себастьяно Конки; написанная в 1743 году, она представляет «Святое Собеседование»: Мадонну с Младенцем, святого Филиппо Нери и Николая Барийского. Под главным алтарем (увенчанным неоклассическим киворием) находятся тела святых Евтихия и Дамазо.
В вестибюле слева находится Капелла Святых тайн (la cappella del Sacramento), построенная по заказу кардинала Пьетро Оттобони и украшенная фресками с библейскими аллегориями Андреа Казали.
В последней капелле слева хранится одна из ценнейших реликвий Рима — икона Мадонны Адвокаты («Призывающей») XII в. римского письма по византийскому протографу, в первой капелле справа — деревянное Распятие XIV века.
- Палаццо Канчеллерия. Вход в церковь
- Интерьер
- Вход со двора Палаццо Канчеллерия
- Капелла Святых тайн
- Мадонна Адвоката (Агиосоритисса). 1100-1150